# Gulserradella
Gulserradella (Ornithopus compressus) är en ärtväxtart som beskrevs av Carl von Linné. Enligt Catalogue of Life ingår Gulserradella i släktet serradellor och familjen ärtväxter, men enligt Dyntaxa är tillhörigheten istället släktet serradellor och familjen ärtväxter. Arten förekommer tillfälligt i Sverige, men reproducerar sig inte. Inga underarter finns listade i Catalogue of Life.

## Bildgalleri

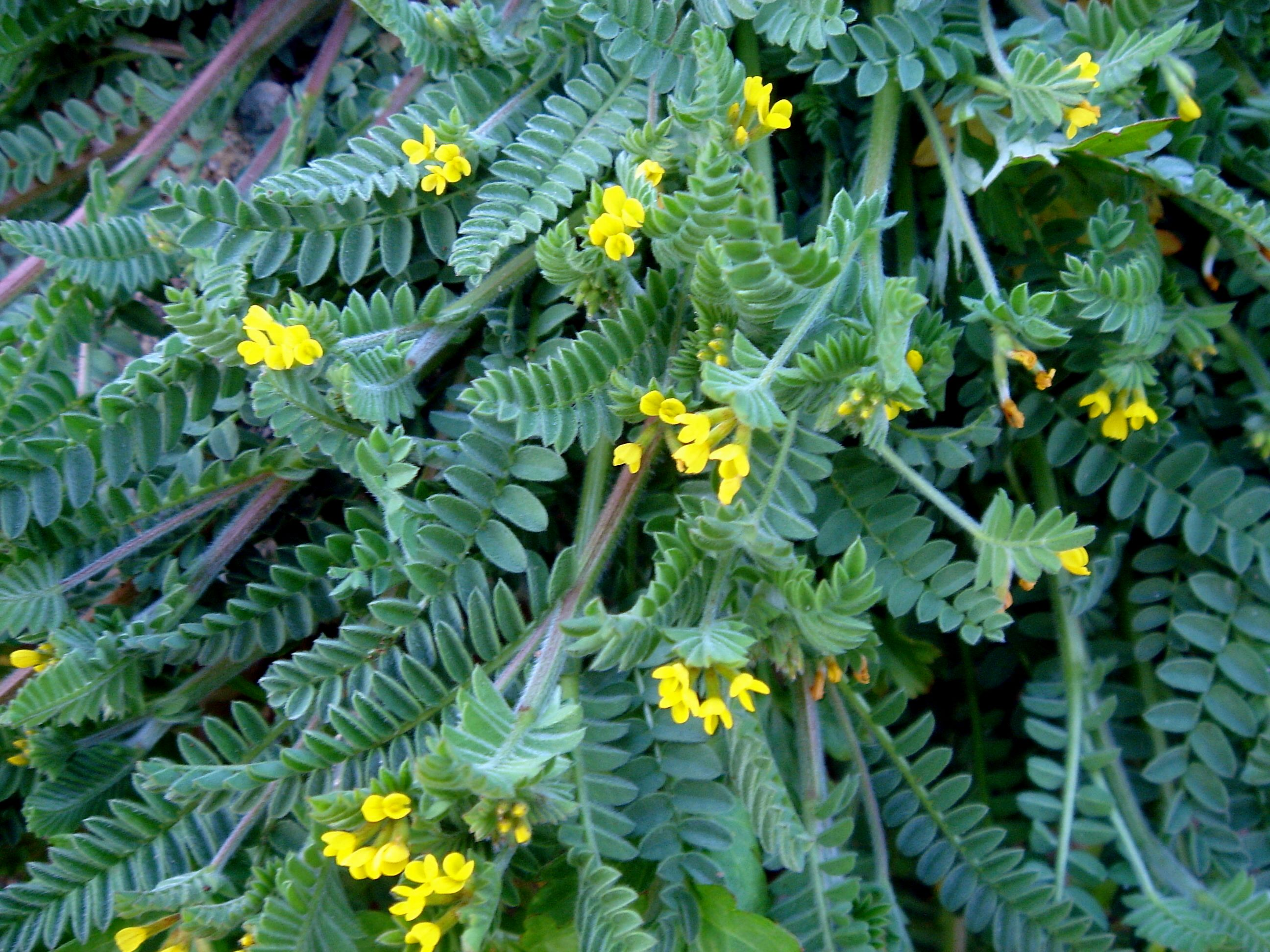
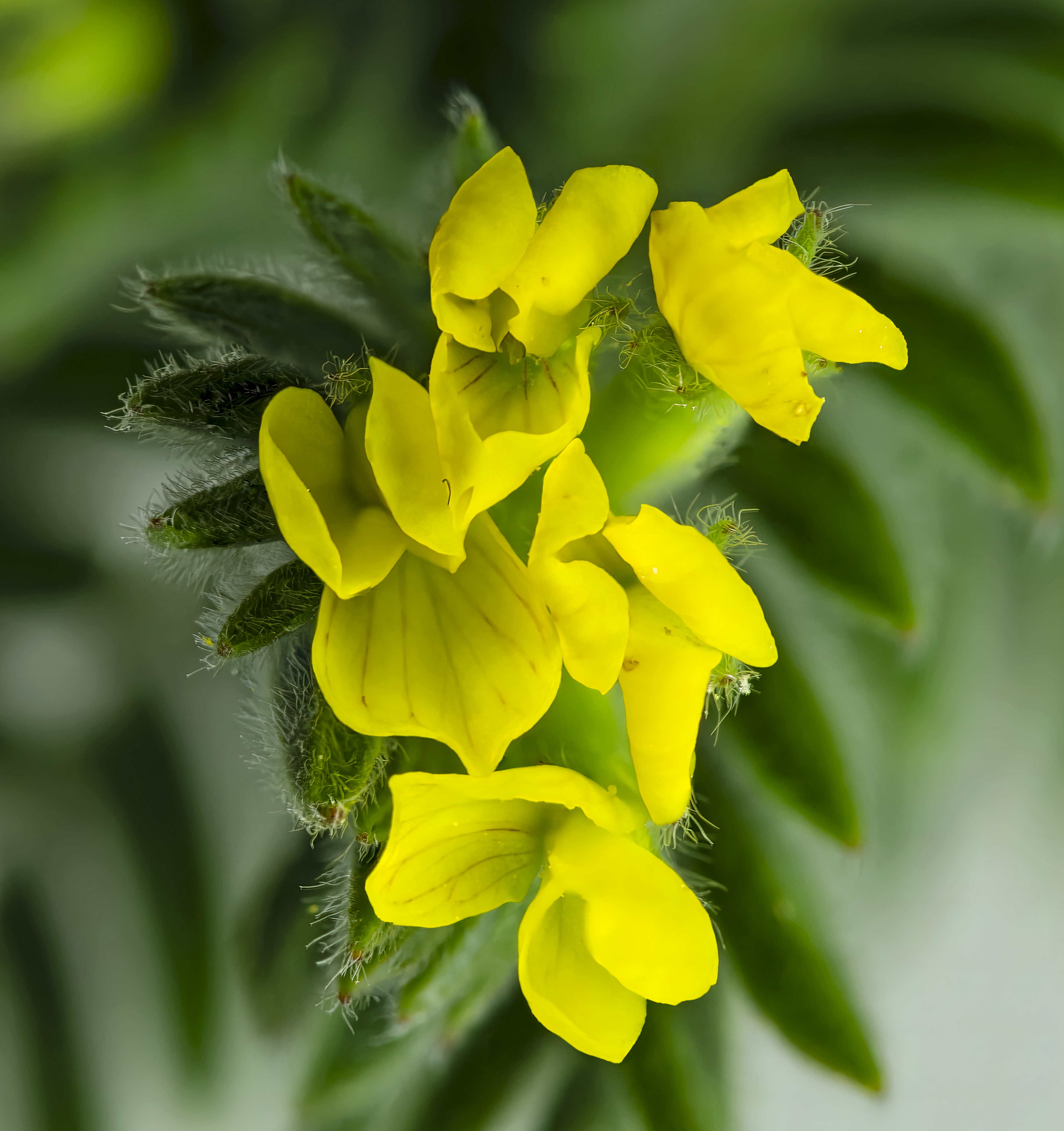
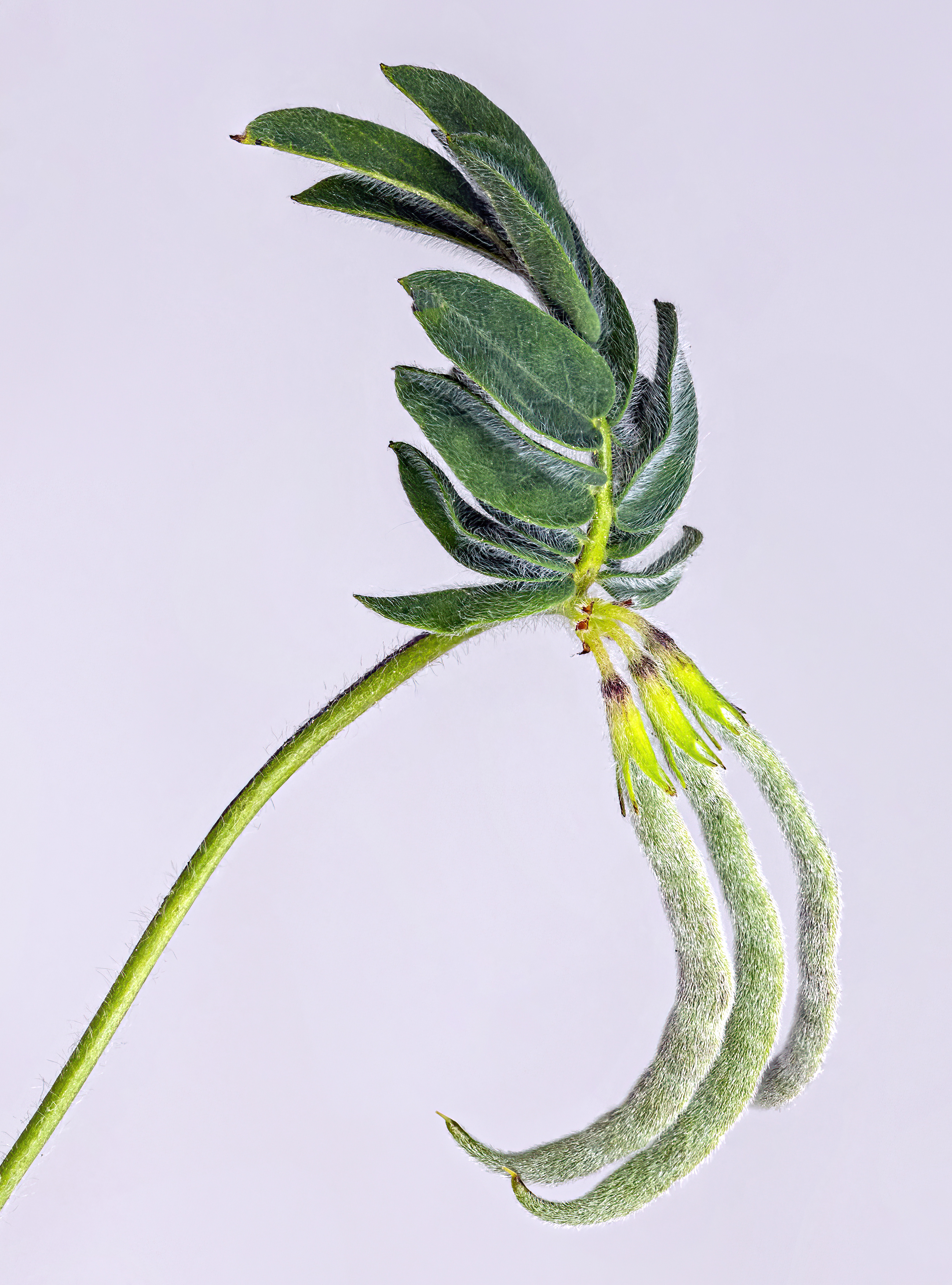